# Codium bursa
Espèce
Synonymes
- Fucus bursus
- Alcyonium bursa
- Lamarckia bursa

Le Codium en boule, algue feutrée en boule ou « béret basque » (Codium bursa) est une espèce d'algues vertes de la famille des Codiaceae.
Dans l'Atlantique, on la trouve des Îles Canaries jusqu'au Comté de Donegal en Irlande. On la trouve aussi en Méditerranée, où elle vit souvent près des Posidonies.